# Mathilde Ludendorff

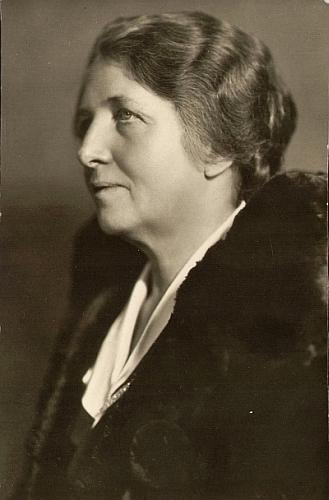
Mathilde Ludendorff. Porträtfoto von Richard Wörsching, um 1920

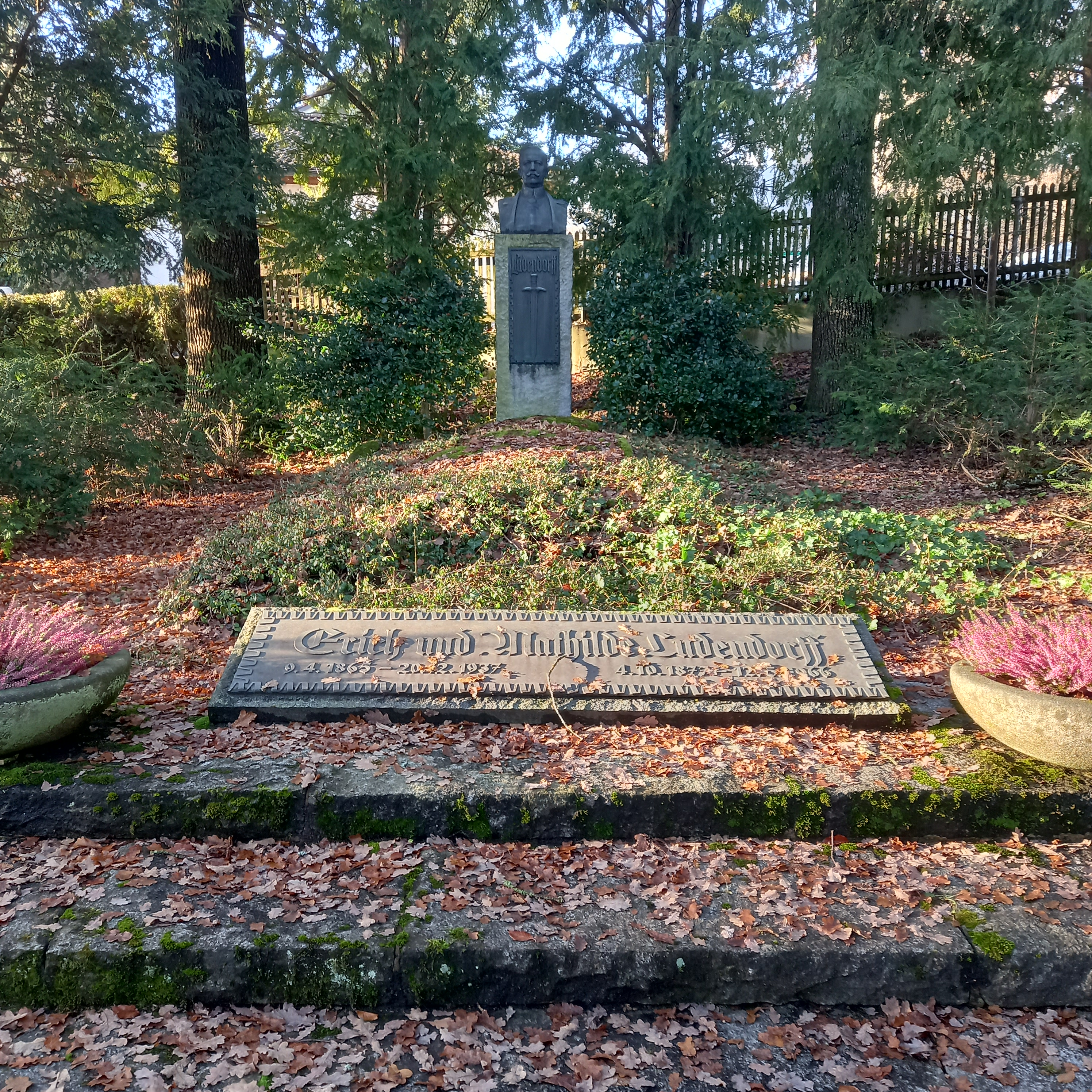
Das Grab von Mathilde Ludendorff und ihrem Ehemann Erich auf dem Neuen Friedhof in Tutzing

Mathilde Friederike Karoline Ludendorff (* 4. Oktober 1877 in Wiesbaden; † 12. Mai 1966 in Tutzing; geborene Mathilde Spieß, verwitwete von Kemnitz, geschiedene Kleine) war eine deutsche Lehrerin, Ärztin und Schriftstellerin. An der Seite ihres dritten Ehemannes Erich Ludendorff wurde sie eine bekannte Vertreterin der völkischen Bewegung. Sie begründete die völkische Bewegung der „Deutschen Gotterkenntnis“ und veröffentlichte mit ihm gemeinsam verschwörungstheoretisch orientierte Schriften, die ein politisches Wirken der – von ihr so bezeichneten und verstandenen – „überstaatlichen Mächte“ des Judentums, der Jesuiten und der Freimaurer behaupteten.

## Leben und Wirken

### Jugend und frühe Jahre
Mathilde Ludendorff wurde 1877 als eheliche Tochter des protestantischen Pfarrers Bernhard Spieß geboren. Ihre Jugendzeit verbrachte sie in Wiesbaden, wo sie ein privates Mädcheninstitut und die Städtische Töchterschule besuchte. Ungeachtet der relativ bescheidenen Verhältnisse, in denen die Familie lebte, ermöglichten die Eltern Mathilde und ihren Schwestern eine berufspraktische Ausbildung, was sehr unüblich war. Nach einem Schnellkurs an einem Schullehrerinnenseminar von 1893 bis 1895 unterrichtete sie ab 1896 zunächst an einem Mädchenpensionat in Biebrich. Nachdem sie genug Geld gespart hatte, um das Abitur nachzuholen, welches sie nach dem von 1900 bis 1901 erfolgten Besuch des Karlsruher Mädchengymnasiums 1901 erhielt, begann Ludendorff im Wintersemester 1901/1902 mit dem Studium der Medizin an der Albert-Ludwigs-Universität Freiburg, wo unter anderem August Weismann zu ihren Dozenten zählte (Vorlesungen über Deszendenztheorie).
1904 setzte Ludendorff ihr Medizinstudium in Berlin fort, wo sie im selben Jahr den Zoologen und Anatom Freiherr Gustav Adolf von Kemnitz heiratete. 1905 erfolgte der Umzug nach München. Aus ihrer Ehe sind eine Tochter Ingeborg (1906–1970) und die Zwillingssöhne Asko (1909–1992) und Hanno (1909–1990) hervorgegangen. Das unterbrochene Studium nahm sie 1910 in München wieder auf, beendete es dort 1912 mit dem Staatsexamen, absolvierte ihr Medizinalpraktikum halbtags an der Gynäkologischen Universitäts-Klinik Bonn und wurde 1913 approbiert und promoviert. Anschließend arbeitete Ludendorff ab 1913/1914 als Volontärassistentin bei dem Psychiater Emil Kraepelin und betrieb 1914 kurzzeitig eine eigene Praxis. Nachdem sie 1915 an Lungentuberkulose erkrankte und diese ausgeheilt war, übernahm sie 1915 in Partenkirchen und Garmisch die ärztliche Leitung des Offiziersgenesungsheimes und eröffnete eine eigene Nervenarztpraxis. Parallel zu ihrer sich ab 1916 intensivierenden Beschäftigung mit der Philosophie Kants und Schopenhauers gründete sie 1917 eine private Kurklinik. Ludendorff strebte nach der Verbindung von Philosophie, biologischer Entwicklungslehre (Charles Darwin, Ernst Haeckel) und rassistisch-antisemitischer Weltanschauung zu einer deutsch-völkischen Glaubenslehre.
Nach dem Tod ihres ersten Mannes, von Kemnitz, der 1917 bei einem Bergunfall ums Leben kam, heiratete sie 1919 in zweiter Ehe den Major a. D. Edmund Georg Kleine. Diese Verbindung scheiterte jedoch bereits nach zwei Jahren und wurde 1922 geschieden. Ludendorff wirkte dann als Praxisinhaberin in München. In völkischen Zeitungen publizierte sie unter anderem Beiträge zum Hitlerputsch und zum Hitler-Prozess.
Im Rahmen von Vortragsveranstaltungen, insbesondere die Frauenfrage betreffend, lernte sie in der Nachkriegszeit General Erich Ludendorff kennen, der in der zweiten Hälfte des Ersten Weltkriegs de facto der Leiter der deutschen Kriegsführung gewesen und der Ehemann ihrer Patientin war. Nachdem Erich Ludendorff sich 1925 hatte scheiden lassen, heirateten beide 1926.

### Völkischer Feminismus
Mathilde Ludendorff vertrat einen völkischen Feminismus. In ihrer Doktorarbeit Der asthenische Infantilismus des Weibes in seinen Beziehungen zur Fortpflanzungstätigkeit und geistigen Betätigung (1913) beschäftigte sie sich mit geschlechtsspezifischen Unterschieden der geistigen Fähigkeiten von Mann und Frau. Sie nahm damit kritisch Stellung zu der Schrift Über den physiologischen Schwachsinn des Weibes von Paul Julius Möbius. Sie vertrat die These, dass die festgestellten Unterschiede der geistigen Fähigkeiten von Mann und Frau das Ergebnis von Erziehung und gesellschaftlichen Prozessen seien. Um geschlechtsspezifische Unterschiede wissenschaftlich feststellen zu können, müsse zunächst die Gleichberechtigung der Geschlechter hergestellt werden. Diese These begründete sie in weiteren Büchern wie Das Weib und seine Bestimmung. Ein Beitrag zur Psychologie der Frau und zur Neuorientierung ihrer Pflichten (1917), Erotische Wiedergeburt (1919) und Des Weibes Kulturtat (1920). Diese Bücher erschienen zum Teil unter der geschlechtsneutralen Abkürzung „Dr. M. von Kemnitz“, ihrem damaligen Witwennamen, um zu verschleiern, dass die Autorin eine Frau war.
1920 organisierte sie das erste „Allgemeine Frauenkonzil“ zur „weiblichen Staatsarbeit“ in der Münchner Universität und trug damit zur Gründung des „Weltbundes nationaler Frauen“ bei. In ihrem Buch Des Weibes Kulturtat (1920) sind die Vorträge, die sie auf diesem Frauenkonzil hielt, abgedruckt und durch Diskussionsbeiträge ergänzt. Die internationale Frauenbewegung lehnte eine Zusammenarbeit mit ihr ab, da sie das am 12. November 1918 auch in Deutschland eingeführte Wahlrecht für Frauen nicht befürwortete:

„Um die ‚Frauenrechte‘ der ‚Emanzipierten‘ war es mir außer dem Rechte zum Studium nicht zu tun. Ja, ich habe mich an den heißen Kämpfen der Frauen, ‚Stimmvieh‘ sein zu dürfen, nicht beteiligt, sondern habe im Gegenteil schon in jungen Jahren den Frauen gezeigt, dass die Kernfragen der Freiheit des Weibes die Mündigkeit in der Ehe und die Pflichten am Volke seien, das Wahlrecht aber nichts anderes als Trug am Volke, doppelter Trug aber an den Frauen sei.“

Auch war eine "rassenpsychologisch inspirierte Umgestaltung ihrer Geschlechtertheorien" bereits in ihren Redebeiträgen, damals noch als Mathilde von Kemnitz, auf dem Frauenkonzil zu bemerken, was dort heftig kontrovers diskutiert wurde. Dieses Schlüsselerlebnis "hasserfüllter" Kritik sei es gewesen, das sie anschließend zu ihrer antisemitischen Radikalisierung geführt habe, führte sie selbst retrospektiv in ihren Lebenserinnerungen (Erkenntnis – Erlösung, 1952) aus.
An der Seite ihres dritten Ehemannes Erich Ludendorff entwickelte sich ihre Rückbesinnung auf "Der Ahnen Auffassung vom Weibe" (1927). Mathilde Ludendorff orientierte sich am rationalistischen Hexenbild des 19. Jahrhunderts, das dem Hexenwesen keinerlei Realität beimaß. In der historischen Hexenverfolgung sah sie christliche Grausamkeit an deutschen Frauen. Der Hexenwahn sei orientalisch-jüdischen Ursprungs und von der Kirche zur Zersetzung des Heidentums verbreitet worden mit dem Ziel, gegen germanische Frauen vorzugehen.
In der völkischen Bewegung hatte sie durch General Erich Ludendorff persönliche Begegnungen mit dessen Mitputschisten von 1923, Adolf Hitler. Gemeinsam mit ihrem Mann hielt sie zahlreiche Vorträge auf Veranstaltungen der völkischen Bewegung und der „Nationalsozialistischen Freiheitsbewegung“. Nach der Entlassung Hitlers aus dem Gefängnis 1924 kam es jedoch zum Bruch zwischen Hitler und Ludendorff.
Mathilde Ludendorff veröffentlichte neben ihren philosophisch-weltanschaulichen Werken (ihr Hauptwerk Triumph des Unsterblichkeitwillens ist seit 1921 bis 2004 immer wieder neu aufgelegt worden) auch politische Schriften, Bücher und Aufsätze, überwiegend völkischen Inhalts, geprägt von Verschwörungstheorien gegen Juden, Jesuiten und Freimaurer, von denen sie annahm, sie arbeiteten als „überstaatliche Mächte“ teils gemeinschaftlich, teils miteinander konkurrierend daran, Deutschland und andere Länder ins Verderben zu treiben. Neuheidnische religiöse Vorstellungen spielten ebenfalls eine große Rolle im Denken von Mathilde Ludendorff. Grundlage war ihre Überzeugung, dass jeder Rasse sich die Erkenntnis Gottes auf eine jeweils besondere Weise offenbare. „Rassenvermischung“ führe zum Verlust dieser speziellen Gotteserkenntnis. Ab 1931 fungierte Mathilde Ludendorff als Herausgeberin im Münchner Ludendorffs Verlag, in dem diverse Schriften ihres 1937 verstorbenen Mannes noch bis 1940 erschienen.
Großes Aufsehen erregte seit 1928 ihre These, die angeblich jüdisch dominierten Freimaurer hätten mehrere namhafte deutsche Kulturgrößen ermordet, um deutsches Nationalbewusstsein zu schwächen. Dabei soll der Freimaurer Johann Wolfgang von Goethe den angeblichen Giftmord seines Dichterfreundes Friedrich Schiller durch Freimaurer geduldet haben. Das schädigte Goethes Ansehen im Dritten Reich so stark, dass die in Weimar ansässige Goethe-Gesellschaft Ende 1935 eine Gegendarstellung mit zahlreichen Dokumenten aus dem Goethe- und Schiller-Archiv publizierte. Da das die Kontroverse noch anfachte, erwirkte die Goethe-Gesellschaft 1936 beim Reichspropagandaminister Joseph Goebbels ein Verbot der ganzen Diskussion, so dass sowohl Ludendorffs Buch als auch die Gegendarstellung beschlagnahmt wurden.
1925 hatte Konstantin Hierl den Tannenbergbund gegründet, dessen Schirmherrschaft Erich Ludendorff übernahm und für den Mathilde und Erich Ludendorff zahlreiche Vorträge hielten. Mathilde Ludendorff formte den Tannenbergbund im Laufe der Zeit zu einer „Deutsch-Germanischen Religionsgemeinschaft“ um. Konstantin Hierl verließ 1927 den Tannenbergbund. 1930 wurde der weltanschauliche Verein Deutschvolk gegründet, der Vorläufer des heutigen Bundes für Gotterkenntnis. Der Tannenbergbund war als politischer Kampfbund nicht direkt mit dem Deutschvolk verknüpft. Beide Organisationen wurden nach Strafanzeigen von staatlicher und kirchlicher Seite 1933 verboten.

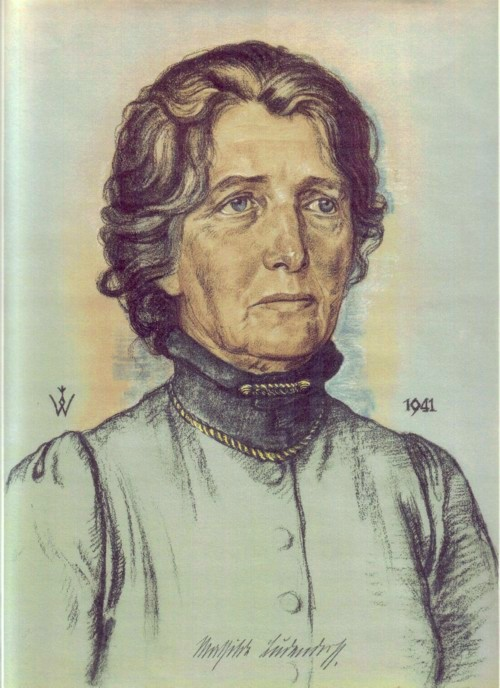
Porträt Dr. Mathilde Ludendorff (Wolfgang Willrich 1941, Mischtechnik)

Die heftige politische Gegnerschaft zwischen den Nationalsozialisten und den Ludendorffs zwischen 1929 und 1933 war stark persönlich geprägt gewesen. Die Ludendorffs hatten in ihrer 1929 gegründeten Zeitschrift Ludendorffs Volkswarte mit einer Auflage von bis zu 100.000 Exemplaren öffentlich den Nationalsozialismus bekämpft. Nach deren Machtergreifung 1933 wurde Ludendorffs Volkswarte nach mehreren Androhungen verboten. Seit 1936 ließ Reichsführer-SS Heinrich Himmler schließlich Mathilde Ludendorffs Ahnen untersuchen, da er den Verdacht hegte, sie könnte eine Jüdin sein. Dabei fand die insbesondere gegen die Juden gerichtete Rassegesetzgebung durchaus ihre Zustimmung. Im Vorwort zum Buch Die Judenmacht, ihr Wesen und Ende schrieb sie am 9. April 1939:
Seit im dritten Reiche der Abwehrkampf der Deutschen Rasse gegen das jüdische Volk in strengen Gesetzen seine Gewähr gefunden, sehen wir daher mit Schrecken, daß es Millionen Deutsche gibt, die sich auch heute noch der trügerischen Hoffnung hingeben, der Jude sei nun überhaupt nicht mehr eine Weltgefahr. Indessen wühlt der Schlaue noch heute durch seine geheimen Kampfscharen im Volke und wühlt erst recht in all den Völkern, in denen er noch herrscht, gegen unser kraftvoll wiederauferstandenes Deutsches Reich.
Hitler erteilte Erich Ludendorff kurz vor dessen Tod die Erlaubnis zur Neugründung eines nationalreligiösen Vereines, der 1937 den Namen Bund für Deutsche Gotterkenntnis erhielt. In diesem Verein und den Nachfolgeorganisationen spielte Mathilde Ludendorff die führende Rolle. Nach 1945 wurde der Verein von den Besatzungsmächten verboten.

### Aktivitäten nach dem Krieg
1949 wurde gegen Mathilde Ludendorff im Rahmen der Entnazifizierung ein Spruchkammerverfahren eröffnet, in dem sie sich von den Verbrechen des Dritten Reiches distanzierte. Um sich von Hitler abzugrenzen, behauptete sie, dass ihre Vorstellungen eine Moral beinhalteten, jedem Volk eine „völkische Identität“ zubilligten und das Prinzip der „Lebensheiligkeit“ vertreten: „Aller Menschen Dasein ist heilig.“ Sie sei nicht Antisemitin aus „Barbarei“. Auf über 80 Seiten ihrer Verteidigungsschrift legte sie dar, welche Haltung sich aus den religiösen Vorschriften der Juden gegenüber Nichtjuden ergäbe, und bekräftigte damit ihre völkisch-antijudaistische Einstellung. Sie sprach von den „entsetzlichen Verbrechen“ der Nationalsozialisten, bezeichnete die Nazis aber zugleich als von den „geheimen überstaatlichen Mächten“, insbesondere der katholischen Kirche, beeinflusst, die zugunsten universalistischer Konzeptionen gegen die eigenständigen Völker wirkten. Sie wurde nichtsdestoweniger als „Hauptschuldige“ beurteilt. In einem Revisionsverfahren der Spruchkammer-Entscheidung erreichte sie 1951 eine Abschwächung des Urteils zur „Belasteten“. 1963 wurde dieses Urteil schließlich aufgehoben. 1966 starb sie im Alter von 88 Jahren in Tutzing bei München.
Der „Bund für Deutsche Gotterkenntnis“ wurde 1951 von Mathilde Ludendorff als Bund für Gotterkenntnis rechtlich wiedergegründet. 1961 wurde dieser Bund für Gotterkenntnis (Ludendorff) als verfassungsfeindlich eingestuft und verboten. 1977 wurde das Verbot wegen Verfahrensfehlern aufgehoben, jedoch wird der Verein vom Verfassungsschutz beobachtet, der ihn als rechtsextrem einschätzte.

### Rezeption
In einem Titelbericht des deutschen Wochenmagazins Der Spiegel wurde Mathilde Ludendorff 1960 als „die Urgroßmutter des deutschen Antisemitismus“ bezeichnet. Ihre Bücher und Schriften werden vom Verlag Hohe Warte in Pähl herausgegeben, der von ihrem Schwiegersohn Franz Karg von Bebenburg gegründet wurde.

## Werke
Als Dr. med. M. von Kemnitz:
- mit Walter von Gulat-Wellenburg: Moderne Mediumforschung. Kritische Betrachtungen zu Dr. v. Schrenck-Notzing’s „Materialisationsphaenomene“. J. F. Lehmann, München 1914
- Das Weib und seine Bestimmung. Ein Beitrag zur Psychologie der Frau und zur Neuorientierung ihrer Pflichten. München 1917
- Erotische Wiedergeburt, 1919 (überarb. 1959 als Der Minne Genesung)
- Des Weibes Kulturtat. Zwei Vorträge mit Aussprache. Gehalten auf dem ersten allgemeinen Frauenkonzil. Garmisch, 1920
- Triumph des Unsterblichkeitwillens, (1921), 1922, 1931, 1932, 1933, 1934, 1936, 1938, 1950, 1959, 1983, 2004
- Der Seele Ursprung und Wesen
  - 1. Teil Schöpfungsgeschichte, (1923), 1954 (Titel der Erstauflage: Schöpfunggeschichte)
  - 2. Teil Des Menschen Seele, (1925), 1941
  - 3. Teil Selbstschöpfung, (1927), 1954

Als Mathilde Ludendorff:
- Das Weib und seine Bestimmung. Ein Beitrag zur Psychologie der Frau und zur Neuorientierung ihrer Pflichten, Leipzig 1927.
- Der ungesühnte Frevel an Luther, Lessing, Mozart und Schiller im Dienste des allmächtigen Baumeisters aller Welten (1928), 1936
- Das Geheimnis der Jesuitenmacht und ihr Ende, 1929 (gemeinsam mit Erich Ludendorff)
- Statt Heiligenschein oder Hexenzeichen. Mein Leben. Teil I: Kindheit und Jugend (1932), 1937
- Der Seele Wirken und Gestalten
  - 1. Teil Des Kindes Seele und der Eltern Amt – Eine Philosophie der Erziehung (1930), 1953
  - 2. Teil Die Volksseele und ihre Machtgestalter – Eine Philosophie der Geschichte (1933), 1955
  - 3. Teil Das Gottlied der Völker – Eine Philosophie der Kulturen (1935), 1955
- Induziertes Irresein durch Occultlehren (1933), 1970
- Christliche Grausamkeit an Deutschen Frauen 1934 (mit Walter Löhde)
- Die Judenmacht, ihr Wesen und Ende, 1939 (Erich und M. Ludendorff, Hrsg. M. Ludendorff)
- Der Siegeszug der Physik – Ein Triumph der Gotterkenntnis meiner Werke, 1941
- Wunder der Biologie im Lichte der Gotterkenntnis meiner Werke, 2 Bde., 1950 u. 1954
- Statt Heiligenschein oder Hexenzeichen. Mein Leben. Teil III: Erkenntnis – Erlösung (1952), 1980
- Das Hohe Lied der göttlichen Wahlkraft, 1957
- In den Gefilden der Gottoffenbarung, 1959
- Das Jenseitsgut der Menschenseele
  - 1. Teil: Der Mensch, das große Wagnis der Schöpfung, 1960
  - 2. Teil: Unnahbarkeit des Vollendeten, 1961
  - 3. Teil: Von der Herrlichkeit des Schöpfungszieles, 1962
- (mit Erich Ludendorff): Die machtvolle Religiosität des deutschen Volkes vor 1945. Dokumente zur Religions- und Geistesgeschichte 1933–1945. Kompil. Erich Meinecke. Verlag Freiland [einschlägiger Verlag], Viöl 2004